# 뮤어헤드의 부등식
뮤어헤드의 부등식(Muirhead's inequality, -不等式)은 로버트 프랭클린 뮤어헤드(Robert Franklin Muirhead)의 이름을 붙인 부등식이다. 뉴턴의 부등식 및 매클로린의 부등식과 유사하게 대칭적인 형태의 식에 관한 부등식 중 하나로, 상당히 강력한 부등식의 일종이다. 이 부등식을 이용하여 산술-기하 평균 부등식을 유도할 수도 있다.

## 공식화
2n개의 실수 {\displaystyle a_{n}\leq a_{n-1}\leq ...\leq a_{1}} 와 {\displaystyle b_{n}\leq b_{n-1}\leq ...\leq b_{1}} 이 다음 두 식을 만족한다고 하자.
1. {\displaystyle \sum _{i=1}^{k}b_{i}\leq \sum _{i=1}^{k}a_{i}.} (k<n인 모든 자연수 k에 대하여)
2. {\displaystyle \sum _{i=1}^{n}b_{i}=\sum _{i=1}^{n}a_{i}.}

그러면, 뮤어헤드의 부등식은 다음과 같이 공식화할 수 있다.
- n개의 임의 양의 실수 {\displaystyle x_{1},x_{2},...,x_{n}} 에 대하여, {\displaystyle \sum _{sym}x_{1}^{b_{1}}x_{2}^{b_{2}}...x_{n}^{b_{n}}\leq \sum _{sym}x_{1}^{a_{1}}x_{2}^{a_{2}}...x_{n}^{a_{n}}.}

여기서, {\displaystyle \sum _{sym}f(x_{1},x_{2},...,x_{n})} 은 {\displaystyle (x_{1},x_{2},...,x_{n})} 의 순서를 바꾸어 가능한 모든 n!개의 경우에 대한 합을 계산하는 것이다. 예를 들어, {\displaystyle \sum _{sym}f(x,y,z)} 은 {\displaystyle f(x,y,z)+f(x,z,y)+f(y,z,x)+f(y,x,z)+f(z,x,y)+f(z,y,x)} 을 의미한다.

## 같이 보기
- 뉴턴의 부등식
- 매클로린의 부등식

## 참고 문헌
- 류한영 외, 《한국수학올림피아드 바이블 2》, 도서출판 세화, 2008